# روشنی‌های صحنه
روشنی‌های صحنه (Limelight) فیلمی کمدی و درام، به کارگردانی چارلی چاپلین با بازی چارلی چاپلین، کلیر بلوم، نایجل بروس، باستر کیتون، سیدنی چاپلین، ویلر درایدن، نورمن لوید و تولید سال ۱۹۵۲ می‌باشد.
بدلکاری رقص‌های باله کلیر بلوم را در این فیلم ملیسا هیدن انجام می‌دهد.
در زمان اکران این فیلم، ایالات متحده از ورود چارلی چاپلین به خاک آمریکا به این اتهام که وی هوادار کمونیسم است ممانعت به عمل آورد و بسیاری از سینماهای آمریکا از پخش این فیلم خودداری کردند. در سال ۱۹۷۲ این فیلم در سراسر ایالات متحده اکران شد و به دریافت جوایز آکادمی نائل شد.
واژه لایم‌لایت یا نور کلسیومی به نوعی از نورپردازی بر روی صحنه‌های نمایش اشاره دارد.
گرچه داستان این فیلم در لندن می‌گذرد اما تمامی صحنه‌های فیلم در هالیوود و بیشتر آن در استودیوهای چاپلین فیلم‌برداری شده‌است. خیابانی که کالورو در آن زندگی می‌کند در استودیوهای پارامونت فیلم‌برداری شده است.

## داستان
سال ۱۹۱۴ در لندن، کشور در آستانه جنگ جهانی اول قرار دارد. کالوِرو (چارلی چاپلین) که زمانی یک کمدین مطرح بود شهرتش را از دست می‌دهد و به الکل روی می‌آورد. او روزی در ساختمان محل سکونتش به یک رقصنده باله برمی‌خورد که او نیز به خاطر بیماری و اقبال بد به وضعیت وخیمی دچار است. این رقصنده که ترزا آمبروز یا به اختصار تِری (کلیر بلوم) نام دارد دست به خودکشی زده اما کالورو او را نجات می‌دهد. کالورو می‌کوشد خودباوری و اعتماد به‌نفس را به تری بازگرداند و به او کمک می‌کند تا بر مشکلات روحی فائق آمده و دوباره رقصندگی باله را شروع کند. در جریان این کمک‌ها، کالورو خود نیز تشویق می‌شود تا دوباره اعتماد به‌نفسش را بازیافته و پا به صحنه کمدی بگذارد. کالورو اما هم‌چنان در این زمینه با ناکامی‌ها روبه‌رو می‌شود.
تری قصد ازدواج با کالورو را دارد اما کالورو به خاطر اختلاف سنی زیاد و آگاهی از عشقی که یک آشنای قدیمی تری به نام نویل به تری دارد با ازدواج مخالفت می‌کند. کالورو تصمیم می‌گیرد برای آفریدن شانسی برای عشق تری و نویل، خانه و کاشانه را ترک کند. کالورو از راه نوازندگی در خیابان امرار معاش می‌کند.
تری که چندی بعد به طور اتفاق از محل نوازندگی خیابانی کالورو آگاه می‌شود به او در یکی از نمایش‌های خود نقشی می‌دهد و کالورو که ایده‌های جدیدی را برای نمایش طرح‌ریزی کرده با یک همکار خود باری دیگر نمایش مستقلی را در یک کنسرت خیریه اجرا می‌کند؛ این نمایش با استقبال بی‌نظیر تماشاگران مواجه می‌شود. در پایان نمایش اما کالورو سکته قلبی کرده و جان می‌بازد.
همان‌طور که در نوشته‌های آغاز فیلم هم آمده، در جریان این نمایش آخر، «در زیر روشنی‌های صحنه، سالخوردگی با زوالی تدریجی رنگ می‌بازد و جوانی به منصه ظهور می‌رسد».